# Canton de Bâle-Ville
Pour les articles homonymes, voir Bâle (homonymie) et Bale.
Le canton de Bâle-Ville (BS, en allemand : Basel-Stadt) est l'un des 26 cantons de la Suisse. Son chef-lieu est Bâle.

## Toponymie
Selon l'arrêté de la Diète du 26 août 1833, le nom officiel du canton est « Kanton Basel-Stadttheil ». Selon la Constitution cantonale de 1847, son nom est « Kanton Basel-Stadt » ; en italien « Basilea-Città » ; en romanche « Basilea-Citad ».

## Géographie

### Généralités
Le canton de Bâle-Ville est traversé par le Rhin. Il se trouve aux frontières avec celles de l'Allemagne (land de Bade-Wurtemberg) et de la France (région Grand Est).
Le point culminant du canton se trouve à St. Chrischona, à 522 m d'altitude, et son point le plus bas se trouve dans le quartier de Kleinhüningen, au bord du Rhin à Bâle, à 246 m d'altitude. Avec 37 km2, Bâle-Ville est le plus petit canton de Suisse.

### Transports
L'aéroport international de Bâle-Mulhouse-Fribourg (EuroAirport) est situé à quelques kilomètres du centre du canton, en territoire français. Les compagnies Basler Verkehrs-Betriebe (BVB) et Baselland Transport (BLT) desservent le canton qui a aussi, la particularité, commune avec celui de Genève, de n'avoir aucune ligne CarPostal.

## Histoire
Le demi-canton de Bâle-Ville n'existe que depuis 1833 (voir Séparation de Bâle). Auparavant, et lors de son entrée dans la Confédération en 1501, il faisait partie avec Bâle-Campagne du canton de Bâle.

## Politique et administration

### Organisation territoriale
Le canton de Bâle-Ville n'est, de par sa taille, pas divisé en districts.
Bâle-Ville compte trois communes dont deux villes :
- Bâle ;
- Bettingen ;
- Riehen.

### Sécurité
Pour assurer la sécurité de la population, le canton opère une police cantonale.
Le canton gère conjointement avec les autorités zougoises l'établissement pénitentiaire de Bostadel,. L'établissement, situé sur le territoire zougois, est destiné à accueillir des détenus masculins condamnés à une peine de prison ou un internement.

## Démographie

### Population
Au 31 décembre 2022, le canton de Bâle-Ville compte 196 786 habitants, soit 2,2 % de la population totale de la Suisse. Il est ainsi le quinzième canton le plus peuplé. La densité de population atteint 5 319 hab./km2, la plus forte densité d'un canton en Suisse.
Pour des raisons techniques, il est temporairement impossible d'afficher le graphique qui aurait dû être présenté ici.

### Religion
Les protestants sont légèrement dominants et forment 27 % de la population du canton. Le quart des habitants revendique l'appartenance au catholicisme romain.
Le tableau suivant détaille la population du canton suivant la religion, en 2000 :
| Religion                       | Population | %      |
| ------------------------------ | ---------- | ------ |
| Protestants                    | +51 103,   | +027,2 |
| Catholiques romains            | +46 802,   | +024,9 |
| Communautés islamiques         | +12 643,   | +006,7 |
| Chrétiens-orthodoxes           | +04 783,   | +002,5 |
| Communauté de confession juive | +01 421,   | +000,8 |
| Catholiques chrétiens          | +00519,    | +000,3 |
| Aucune appartenance            | +58 334,   | +031,  |
| Autres                         | +12 474,   | +006,6 |
| Total                          | +188 079,  | +100,  |

Note : les intitulés des religions sont ceux donnés par l'Office fédéral de la statistique ; les protestants comprennent les communautés néo-apostoliques et les témoins de Jéhovah ; la catégorie « Autres » inclut les personnes ne se prononçant pas.

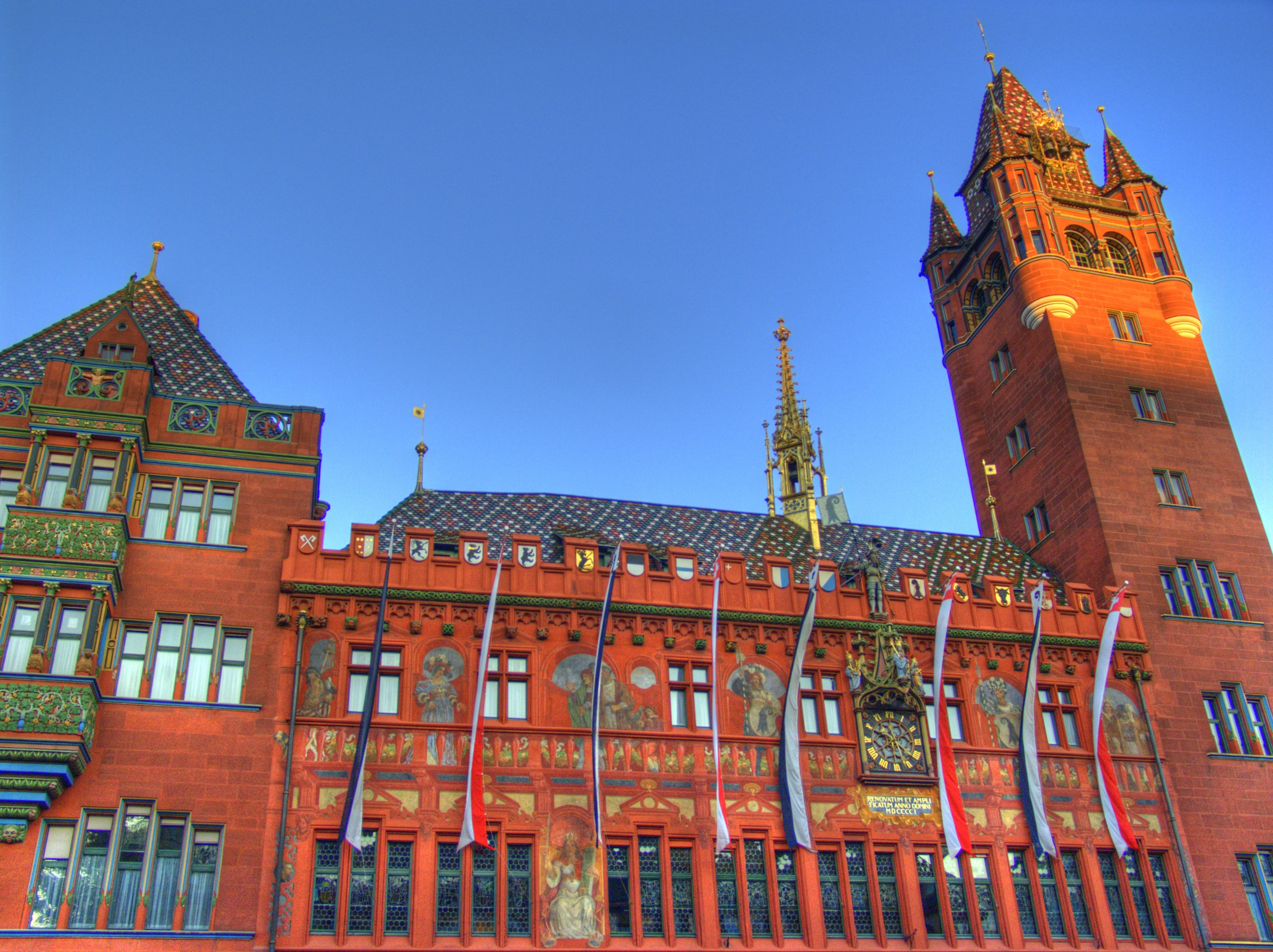
L'hôtel de ville (Rathaus) sur la place du marché.

## Économie
Revenu : 16 865 M CHF.
Le canton est une région pilote depuis 2001 pour le projet de société à 2000 watts proposé par l'École polytechnique fédérale de Zurich.
Le canton affiche une fiscalité très attrayante pour les entreprises : le taux d’imposition ne peut dépasser les 7,83 %.

## Culture locale

### Emblèmes
Le canton de Bâle-Ville a pour emblèmes un drapeau et un blason. Les armoiries de Bâle-Ville se blasonnent : D’argent à la crosse de Bâle de sable, tournée à dextre,.

### Langue
La langue officielle du canton est l'allemand.
Le tableau suivant détaille la langue principale des habitants du canton en 2000 :
| Langue                             | Locuteurs | %      |
| ---------------------------------- | --------- | ------ |
| Allemand                           | +149 192, | +079,3 |
| Italien                            | +09 409,  | +005,  |
| Français                           | +04 658,  | +002,5 |
| Turc                               | +04 086,  | +002,2 |
| Espagnol                           | +03 881,  | +002,1 |
| Langues slaves de l'ex-Yougoslavie | +03 854,  | +002,  |
| Albanais                           | +02 443,  | +001,3 |
| Portugais                          | +01 502,  | +000,8 |
| Romanche                           | +00231,   | +000,1 |
| Autres                             | +08 823,  | +004,7 |
| Total                              | +188 079, | +100,  |